# Virginia Torrecilla
Virginia Torrecilla Reyes (Cala Millor, Mallorca; 4 de septiembre de 1994) es una futbolista española que juega como centrocampista en el Baleares F. C. de la Segunda Federación de España. Desde octubre de 2019 y hasta su enfermedad fue capitana de la selección española, con la que debutó en 2013.
Ha sido subcampeona de Europa Sub-19 y ha participado en dos Eurocopas y dos Mundiales de fútbol. Con el FC Barcelona ganó 3 ligas y 2 Copas de la Reina, a las que hay que sumar otra Copa de la Reina y una Supercopa con el Atlético de Madrid.
En el Mundial de 2019 la FIFA publicó que «suele jugar como 5, ayudando a iniciar las jugadas y dotando de solidez al mediocampo del equipo gracias a su potencia física y su calidad. Tiene buen disparo de media distancia».
En mayo de 2020 fue operada de un tumor cerebral. Un cáncer del que se consiguió recuperar después de dos años de trabajo y recuperación. El 19 de enero de 2022, –683 días después–, anunciaba su recuperación al entrar en la convocatoria de su equipo para la semifinal de la Supercopa de España frente al Levante. Apenas cuatro días después, en la final del mismo torneo frente al Fútbol Club Barcelona, Virginia volvía a disputar un partido de fútbol.
Su redebut en liga llegó en la jornada 22, del 13 de febrero de 2022 entrando en el minuto 84 sustituyendo a Amanda Sampedro en la goleada del Atlético de Madrid frente al Sevilla por 5-0.

## Trayectoria

### Inicios en Mallorca
Empezó a jugar al fútbol en la plaza C'as Torrador donde hay todavía a día de hoy un pequeño campo de fútbol, jugaba con sus amigos y se apuntó a los 9 años con un amigo en el Badia Cala Millor, con el apoyo de su madre y sin que su padre lo supiese hasta más tarde, y luego pasó por las categorías base del Club Deportivo Serverense hasta el primer año de cadetes. En 2009, con 14 años, años se unió al Unión Deportiva Collerense, debutando el 3 de septiembre de 2009 en Primera División, con un permiso especial para jugar, pues faltaba un día para cumplir la edad mínima permitida de 15 años. En la temporada 2009-10 la U. D. Collerense quedó encuadrado en el grupo "B" de la primera fase de la Superliga, quedando en cuarta posición de siete equipos. En la segunda fase quedó en segunda posición del grupo "B", tras la Agrupación Deportiva Torrejón Club de Fútbol y obtuvo un puesto para la Copa de la Reina. Fueron eliminadas en los octavos de final por el Fútbol Club Barcelona, donde pese a ganar por 2-1 en el partido de ida, perdieron por 2-0 en el partido de vuelta, quedando eliminadas por el resultado global.
En la temporada 2010-11 volvieron a quedar encuadradas en el grupo "B", quedando en sexta posición de ocho equipos quedando encuadradas en la segunda fase en el grupo "C" para evitar el descenso y clasificarse para la Copa de la Reina. Finalizaron en segunda posición tras el Levante Unión Deportiva, clasificándose para una nueva edición de Copa de la Reina donde fueron nuevamente eliminadas en octavos de final por el Club Atlético de Madrid tras perder en la ida por 1-0 y en la vuelta por 1-3.
En 2011 club decidió trabajar en un bar y abandonar el fútbol, pero recibió la llamada de Ángel Vilda para jugar en la selección española sub-19 y tras jugar un partido aceptó una oferta del Sporting Ciutat de Palma de Segunda División para jugar una temporada. Quedaron en segunda posición tras la Unión Deportiva Tacuense, pero debido a problemas financieros renunciaron a su plaza en Segunda División para la siguiente temporada.

### Títulos en Barcelona
En 2012 fichó por el campeón de Liga, el FC Barcelona, con el que ganó la Liga con una remontada ante el Athletic que culminó con una victoria por 1-2 en San Mamés ante 26 000 espectadores en la última jornada que les dio el título. Esa temporada lograron el triplete al haber ganado la Copa Cataluña al inicio de temporada y la Copa de la Reina, tras vencer en la final al Prainsa Zaragoza (4-0). El 26 de septiembre de 2012 debutó en la Champions League, cayendo en octavos de final ante el Arsenal. Ese año fue elegida en el Once Ideal de Fútbol Draft.
En la temporada 2013-14 volvieron a ganar la Liga con un gran dominio, acumulando 55 jornadas sin perder y proclamándose campeonas dos jornadas antes de concluir el campeonato. Fue titular habitual y marcó un gol desde su campo que salió en la prensa internacional. También lograron el doblete al ganar la Copa de la Reina ante el Athletic Club de Bilbao (1-1, 5-4 en los penaltis). En la Liga de Campeones alcanzaron los cuartos de final, en los que cayeron ante el Wolfsburgo. A nivel individual volvió a ser elegida en el Once Ideal de Fútbol Draft. y recibió la Bota de Oro por parte de la Federación de Fútbol de las Islas Baleares.
En la temporada 2014-15 conquistó nuevamente la liga, por cuarta vez y de manera consecutiva. En la Liga de Campeones fueron eliminadas en octavos de final por el Bristol Academy WFC. En la Copa de la Reina cayeron eliminadas en semifinales por el Valencia. Volvió a ser elegida en el Once ideal de Fútbol Draft en 2015. Durante las tres temporadas que permaneció en el club retrasó su posición de la mediapunta a ser mediocentro defensivo, siendo considerada el cerebro del centro del campo.

### Etapa en Francia

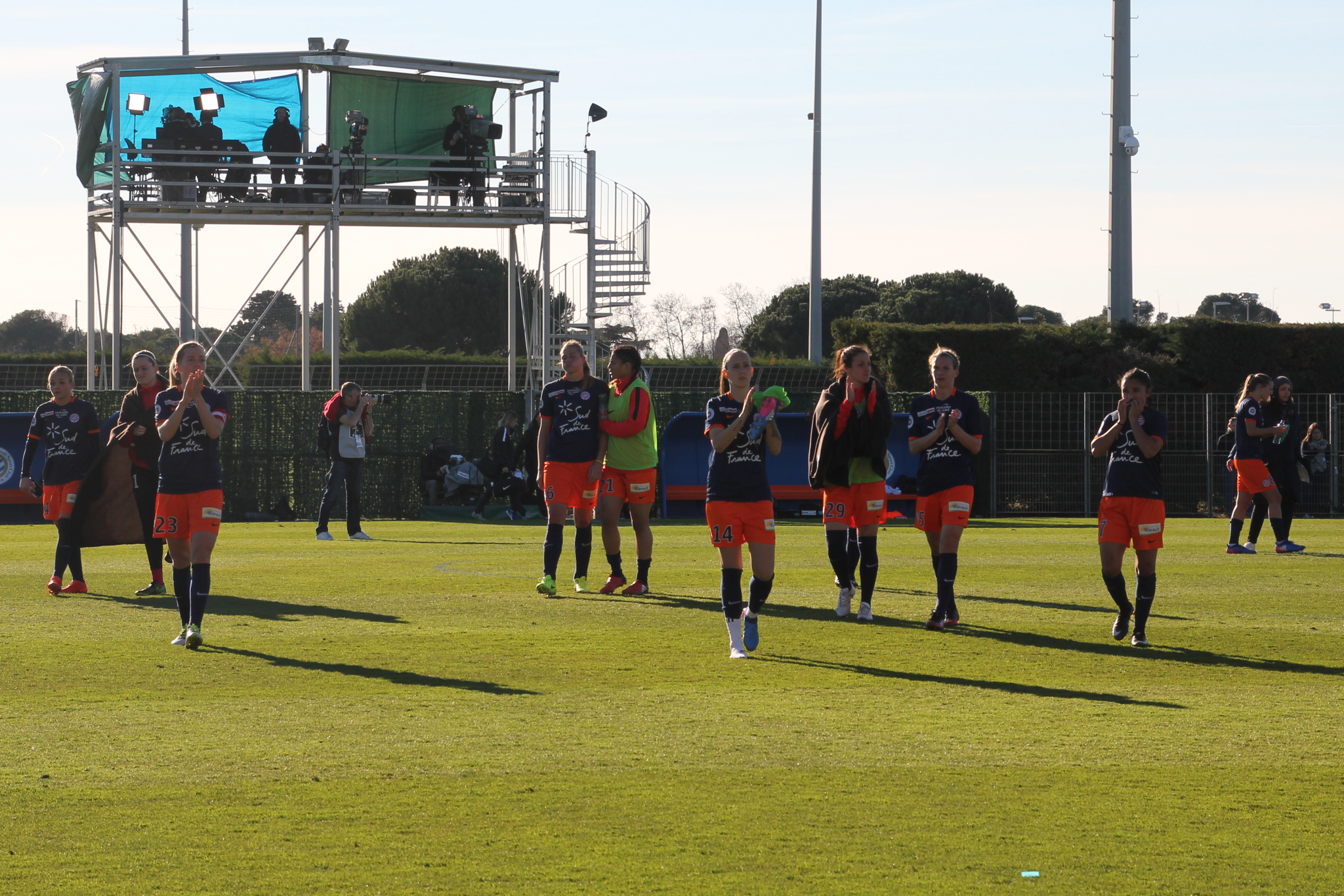
Torrecilla con el Montpellier H. S. C. en febrero de 2017 tras jugar con el Olympique Lyonnais.

En 2015 fichó por el Montpellier HSC de Francia, tras rechazar ofertas de Washington Spirit y Bayern de Múnich. El motivo de su fichaje fue poder crecer y competir con las mejores jugadoras del mundo, eligiendo Francia por el idioma parecido al mallorquín y porque el fútbol femenino estaba mucho más valorado que en España. Debutó el 30 de agosto de 2015 en la primera jornada de Liga, siendo titular en la victoria por 7-0 sobre el Nîmes. Jugó los 22 partidos de liga dando una asistencia y lograron el tercer puesto en la competición. El 10 de enero de 2016 marcó su primer gol con el equipo en los dieciseisavos de final de la Copa de Francia, en la victoria por 12-0 sobre el Véore Montoison. Alcanzaron la final de la competición, en la que sustituyó a Andressa Alves en el minuto 33 y fueron derrotadas por el Olympique de Lyon.
En la temporada 2016-17 lograron el subcampeonato de Liga, en el que jugó 17 partidos y marcó un gol en la victoria por 5-0 sobre el Metz en la primera jornada y dio una asistencia, clasificándose para la siguiente edición de la Liga de Campeones. En la Copa de Francia jugó 4 encuentros y marcó un gol, alcanzando los cuartos de final en los que cayeron eliminadas por el Saint-Étienne.
En la temporada 2017-18 marcó 4 goles dio 7 asistencias en 18 de partidos liga, en los que quedaron en tercera posición. En la Liga de Campeones marcó uno de los goles al Brescia en el partido de vuelta de los octavos de final, y alcanzaron los cuartos de final, en los que fueron eliminadas por el Chelsea. En la Copa cayeron eliminadas por el Olympique de Lyon en semifinales.
En la temporada 2018-19 repitieron tercer puesto en liga, en la que Torrecilla jugó 17 encuentros marcando un gol y dando dos asistencias. En la Copa sólo alcanzaron los dieciseisavos de final, cayendo ante el París FC. Al concluir la temporada anunció en sus redes sociales que dejaba el equipo dando las gracias a los que estuvieron a su lado estas cuatro temporadas.

### Retorno a España

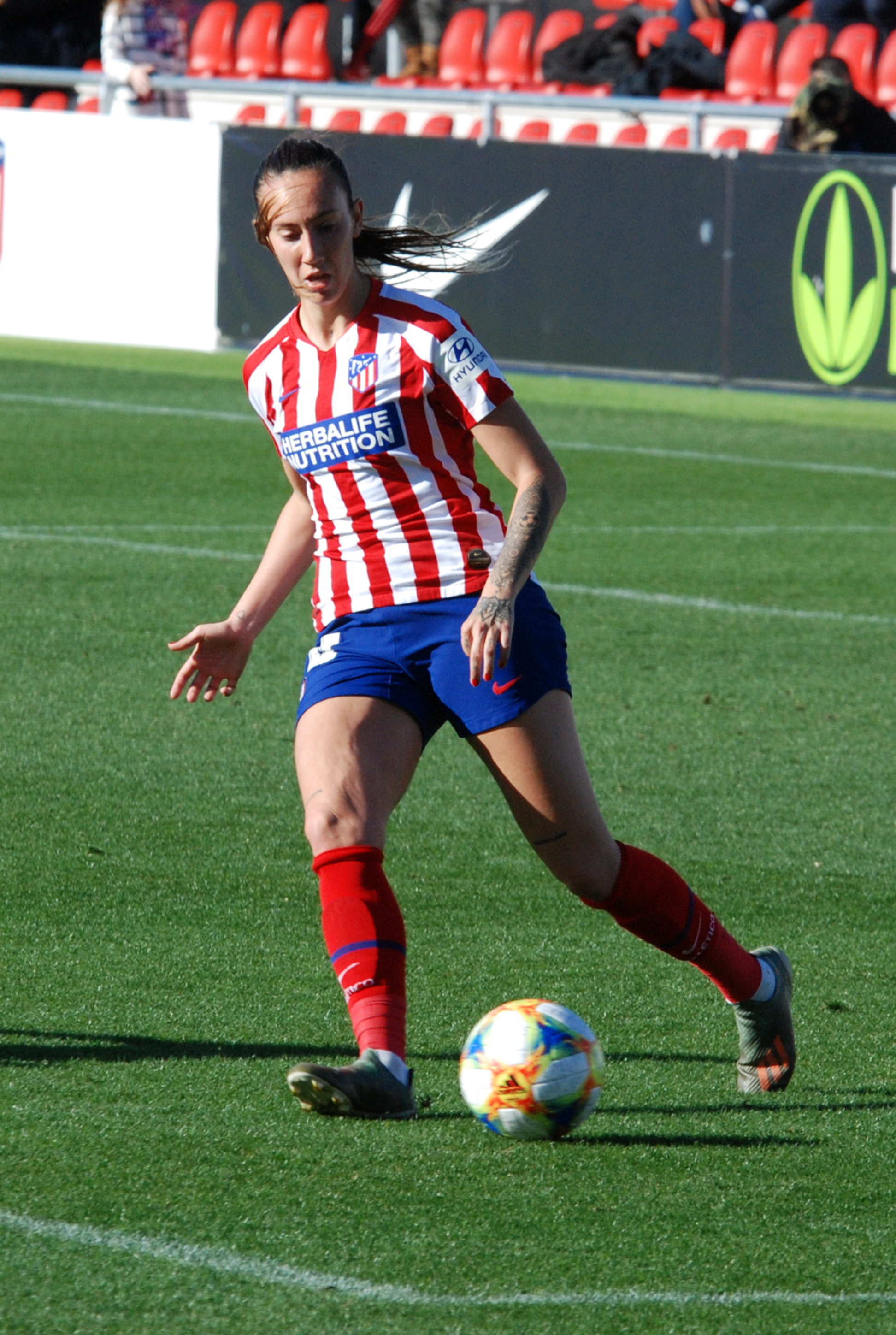
Virginia Torrecilla jugando para el Atlético de Madrid en diciembre de 2019

El 12 de julio de 2019 fichó por dos temporadas por el Atlético de Madrid. En el comunicado oficial el club la consideró una de las mejores centrocampistas de Europa y destacó su inteligencia, trabajo, anticipación al rival y buen trato de balón. Los medios de comunicación calificaron esta incorporación como un "fichaje estrella" y señalaron como sus habilidades más importantes su físico, visión, toque y capacidad organizadora. Debutó con el Atlético el 7 de septiembre de 2019 con victoria por 0-1 sobre el Sporting de Huelva en el Estadio Nuevo Colombino, sustituyendo a Silvia Meseguer en la segunda parte. Marcó su primer gol con el Atlético ante el Spartak Subotica el 12 de septiembre de 2019, gol que dio la victoria por 2-3 en el minuto 90 en la ida de los dieciseisavos de final de la Liga de Campeones. Jugó 20 partidos de liga y dio 2 asistencias antes de que se suspendiera con motivo de la pandemia del Covid-19 y quedó subcampeona del torneo. Disputó la semifinal la Supercopa en la que cayeron derrotadas por el F. C. Barcelona y el partido de octavos de final de la Copa de la Reina ante el Betis en el que pasaron las sevillanas al vencer en la tanda de penaltis.

### Superación del cáncer
En 2020 se le detectó un tumor cerebral por el que corrió peligro su vida. Tras cerca de dos años de ausencia recuperándose de un tumor cerebral volvió a jugar el 23 de enero de 2022 en la final de la Supercopa de España ante el F. C. Barcelona. Tras dicho partido disputó algunos minutos al final de algunos encuentros en los que el Atlético de Madrid tenía una ventaja holgada en el marcador. Acabaron la temporada en cuarta posición a un punto de la tercera plaza que daba el último cupo para disputar la Liga de Campeones. En la Copa de la Reina el equipo cayó en octavos de final ante el Sporting de Huelva. El diario The Guardian le eligió como futbolista del año 2022.
En la temporada 2022-23 empezó como una jugadora más de la plantilla, pero apenas dispuso de minutos ni con Óscar Fernández ni con Manolo Cano, jugando 7 partidos de liga, todos ellos como suplente. El 19 de mayo de 2023 se despidió de la afición colchonera en un emotivo homenaje. El equipo no fue regular durante la temporada, acabando en cuarta posición en liga. En la Copa de la Reina se clasificaron de forma sólida para la final, en la que se enfrentaron al Real Madrid en el Estadio de Butarque de Leganés. El equipo ganó el trofeo en la tanda de penaltis tras remontar un 2-0 adverso en el tiempo de descuento.
En julio de 2023 fichó por el Villarreal C. F.

## Selección

### Sub-19
Formó parte de todas las categorías de la Selección Balear, siendo capitana de la sub-18 en su último año. A nivel nacional rechazó la primera convocatoria de la Selección para la categoría Sub-17. Posteriormente fue convocada para jugar en la categoría Sub-19 y debutó como suplente el 17 de septiembre de 2011 en la Primera Fase de Clasificación del Campeonato Europeo Femenino Sub-19 de la UEFA 2012 con una victoria por 9-0 sobre Bosnia y Herzegovina. En el segundo partido ante Moldavia fue titular y dio 3 asistencias. En el tercer partido ante Suiza fue suplente. Con tres victorias España se clasificó para la Ronda Élite, que disputó en abril de 2012. Torrecilla fue suplente en el primer encuentro ante Italia (4-0), y titular en los partidos contra Rusia (4-0) y Escocia (3-2). Con tres victorias se clasificaron para la Fase Final que se disputó en Turquía en julio. España venció por 3-0 en el primer partido de la fase de grupos a Serbia, con Torrecilla como titular, yviendo una tarjeta amarilla. Hizo un doblete en la victoria por 4-0 sobre Inglaterra en el segundo partido. Ya clasificadas para semifinales no jugó el tercer partido ante Suecia que terminó en empate a cero. En la semifinal volvió a ser titular y fue una de las jugadoras que más inquietó a la portera rival, pero solo puedieron vencer 1-0 con un gol a tres minutos del final de Raquel Pinel. Volvió a jugar de titular en la final del Campeonato, en la que Suecia venció 1-0 en la prórroga, con lo que terminaron el campeonato como subcampeonas. Torrecilla acumuló dos goles y tres asistencias desde la primera fase de clasificación.
Participó en la fase de clasificación para el Campeonato Europeo Femenino Sub-19 de la UEFA 2013, jugando dos partidos en la Primera Ronda de clasificación y los tres partidos de la Segunda Ronda. En esta fase perdieron ante Alemania (2-1) y Grecia (3-2), con lo que quedaron eliminadas y no pudieron participar en la fase final. Esto supuso el fin de su ciclo en las categorías inferiores se la Selección.

### Debut con la selección absoluta y Eurocopa de 2013
Debutó con la selección absoluta en junio de 2013 en un amistoso contra Dinamarca, y fue convocada para disputar la Eurocopa de 2013, siendo la jugadora más joven de la convocatoria, aunque no llegó a jugar. España estuvo encuadrada en dicha Eurocopa en el grupo C, teniendo como rivales a Francia, Inglaterra y Rusia. El 12 de julio, jugó su primer partido frente a la selección inglesa venciendo por 3-2. Ante las galas se perdió por 0-1, y empató a uno ante Rusia. El día 22, disputaron los cuartos de final en (Kalmar) ante Noruega (campeona del mundo en 1995 y olímpica en 2000), perdiendo por 3-1.

### Mundial de 2015
El 27 de octubre de 2013 debutó en partido oficial ante Estonia con una victoria por seis a cero en partido valedero para el Mundial de Canadá de 2015. Fue titular en nueve de los diez partidos de la fase de clasificación, perdiéndose solamente el último partido contra República Checa, en el que ya estaban clasificadas. El seleccionador encontró en ella un perfil de futbolista del que carecía la selección, siendo su rol el de dentrocampista defensivo con capacidad para sacar el balón jugado.
Fue convocada para disputar Fase Final del Mundial el 11 de mayo de 2015. A pesar de su buen desempeño no jugó el partido definitivo contra Costa Rica, ya que el seleccionador apostó por jugar con varias mediapuntas, pero no acabaron empatando el partido a uno. Debutó en un Mundial de titular en el segundo partido contra Brasil el 13 de junio de 2015, en el que cayeron derrotadas por uno a cero. Repitió titularidad en el tercer partido contra Corea, que terminó con una derrota por 2-1 tras una remontada de las coreanas. Los medios destacaron la actuación de Torrecilla en los dos partidos que disputó.
Tras los malos resultados en el Mundial criticó al seleccionador, y junto a las otras jugadoras convocadas pidió mediante un comunicado la dimisión de Ignacio Quereda debido a la mala planificación de la concentración y del viaje hasta Canadá, la metodología empleada con el grupo, la falta de partidos amistosos y el escaso análisis de los rivales que hacía el propio seleccionador, y decidieron no volver a jugar con la selección si no cesaba el seleccionador, lo que finalmente sucedió el día 30 de julio.

### Eurocopa de 2017 y Copa Algarve

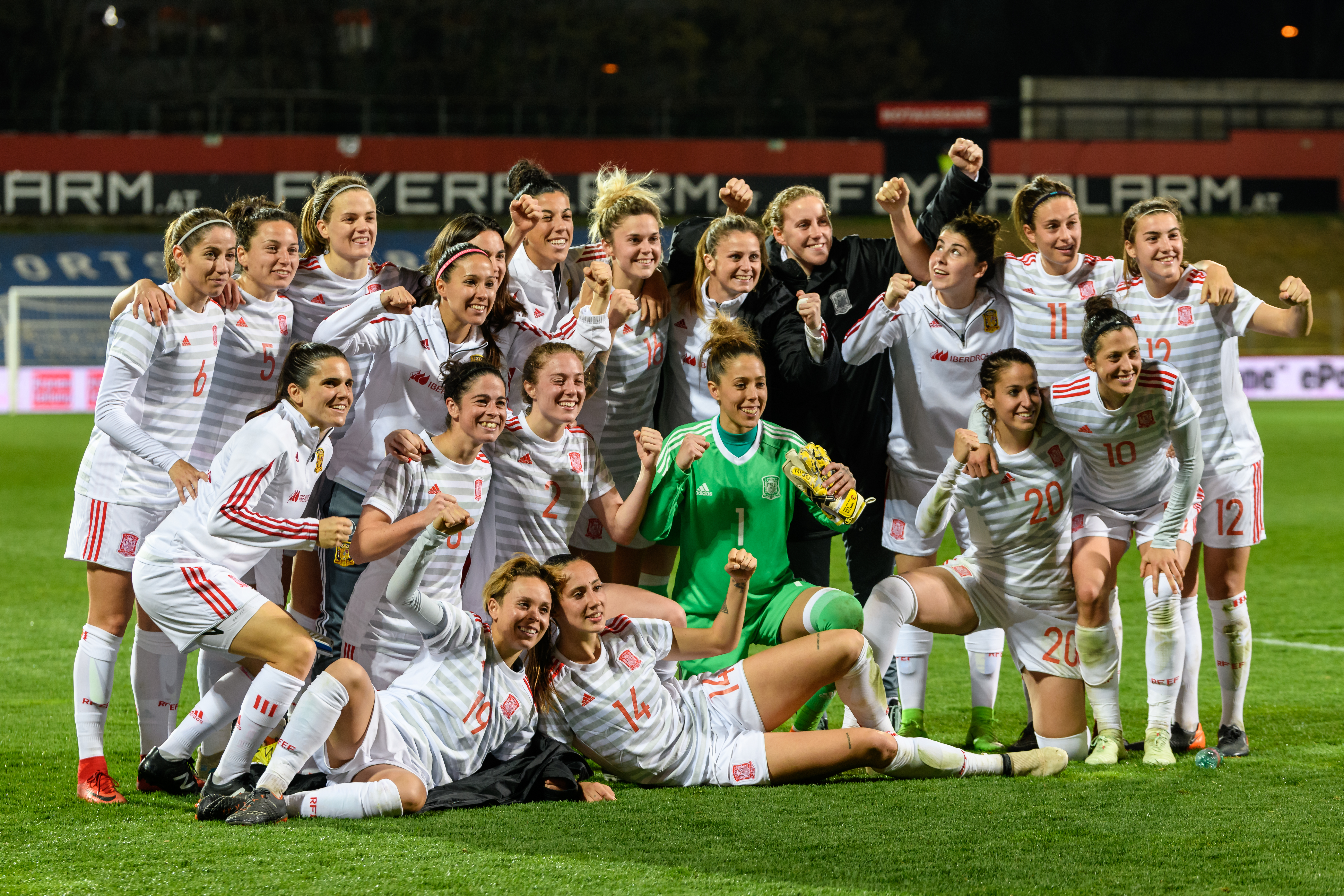
Virginia Torrecilla (recostada) con la selección en abril de 2018 tras un partido contra Austria.

El nuevo seleccionador, Jorge Vilda, siguió contando con Torrecilla y la convocó en los primeros amistosos que dirigió. Marcó su primer gol con la selección absoluta el 27 de octubre de 2015 en el primer partido de la fase de clasificación de la Eurocopa de 2017 al marcar el gol de la victoria sobre Finlandia (2-1). Participó en siete de los ocho partidos de la fase de clasificación, jugando completos los primeros seis encuentros y, ya clasificadas, siendo suplente en el último encuentro. Marcó otros dos goles, el 24 de enero de 2016 en Montenegro, con victoria por 0-7, y el 8 de abril de 2016 ante Portugal, con victoria por 1-4. Entremedias, el 8 de marzo de 2016 marcó el gol del empate en el descuento en un amistoso ante Escocia.
En la fase de preparación de la Eurocopa ganaron el torneo amistoso Copa de Algarve. Torrecilla jugó dos de los cuatro partidos del torneo.
El 20 de junio de 2017 fue incluida en la convocatoria de Jorge Vilda para disputar la Fase Final de la Eurocopa. No jugó en la victoria por 2-0 sobre Portugal en el primer partido. En el segundo partido ante Inglaterra saltó al campo en el minuto 89, cuando España perdía por 2-0, y tampoco jugó el tercer partido de la fase de grupos ante Escocia, en el que España perdió y se clasificó para cuartos de final por mejor diferencia de goles. En cuartos de final España se enfrentó a Austria y Torrecilla saltó al campo en la segunda parte de la prórroga. España cayó eliminada por penaltis.

### Mundial de 2019 y Copa Chipre
En la fase de clasificación para el Mundial volvió a ser una de las jugadoras con mayor participación, jugando los ocho partidos de clasificación, siete de ellos como titular, y marcando un gol a Austria el 29 de noviembre de 2017. Ganaron todos los encuentros, clasificándose para el Mundial de Francia 2019.
Entremedias, ganaron en 2018 la Copa Chipre. Torrecilla jugó tres partidos, ante Austria y República Checa en la fase de grupos, y en la final contra Italia. El 8 de noviembre de 2018 cumplió los 50 partidos internacionales con la selección absoluta en un amistoso contra Polonia. El 5 de abril de 2019 marcó su sexto gol con la Selección en un amistoso contra Brasil, que supuso la primera victoria sde España sobre esta selección en su historia.
El 20 de mayo de 2019 fue convocada para jugar la fase final del Mundial de Francia de 2019, en la que fue titular en los cuatro encuentros. Dio una asistencia en el primer partido ante Sudáfrica, en el que también le anularon un gol por fuera de juego y España remontó el gol inicial de las sudafricanas para ganar por 3 a 1. En el segundo partido ante Alemania, en el que perdieron por 1-0, sufrió un golpe que le hizo ser duda para el último y definitivo partido del grupo. Finalmente pudo recuperarse y jugó el partido completo contra China que acabó con empate sin goles y España pasó a octavos de final como segundas de grupo. Torrecilla fue una de las jugadoras más destacadas de España.
 En los octavos de final ante Estados Unidos cometió un penalti que parte de la prensa consideró muy riguroso y que ella considera que no debió ser señalado,  y que significó la eliminación por 2-1 contra las que al final serían las campeonas del Mundial.
En noviembre de 2020 el diario Marca le otorgó el Premio Selección.

### Eurocopa 2021
Fue nombrada capitana de la selección al iniciar la fase de clasificación para la Eurocopa de Inglaterra. Marcó un gol en el primer partido de la fase de clasificación ante Azerbaiyán, partido en el que se tuvo que retirar lesionada con un esguince en el ligamento lateral interno de la rodilla izquierda.

## Estadísticas

### Clubes
Actualizado al último partido jugado el 4 de enero de 2024.
| Club | Temporada                  | Div.                       | Liga  | Liga  | Liga   | Copas (1) | Copas (1) | Copas (1) | Internacional (2) | Internacional (2) | Internacional (2) | Total (3) | Total (3) | Total (3) | Media goleadora |
| Club | Temporada                  | Div.                       | Part. | Goles | Asist. | Part.     | Goles     | Asist.    | Part.             | Goles             | Asist.            | Part.     | Goles     | Asist.    | Media goleadora |
| --- | -------------------------- | -------------------------- | ----- | ----- | ------ | --------- | --------- | --------- | ----------------- | ----------------- | ----------------- | --------- | --------- | --------- | --------------- |
| U. D. Collerense | 2009-10                    | 1.ª                        | 24    | 4     | -      | 2         | 1         | -         | -                 | -                 | -                 | 26        | 5         | 0+        | 0.19            |
| U. D. Collerense | 2010-11                    | 1.ª                        | 24    | 3     | -      | -         | -         | -         | -                 | -                 | -                 | 24        | 3         | 0+        | 0.12            |
| Total U. D. Collerense | Total U. D. Collerense     | Total U. D. Collerense     | 48    | 7     | 0+     | 2         | 1         | 0         | 0                 | 0                 | 0                 | 50        | 8         | 0+        | 0.16            |
| Sporting de Palma | 2011-12                    | 2.ª                        | 18+   | 13+   | -      | -         | -         | -         | -                 | -                 | -                 | 18+       | 13+       | 0+        | 0.72            |
| F. C. Barcelona | 2012-13                    | 1.ª                        | 30    | 3     | -      | 5         | -         | -         | 2                 | -                 | -                 | 37        | 3         | 0+        | 0.08            |
| F. C. Barcelona | 2013-14                    | 1.ª                        | 28    | 3     | -      | 5         | -         | -         | 5                 | -                 | -                 | 38        | 3         | 0+        | 0.08            |
| F. C. Barcelona | 2014-15                    | 1.ª                        | 27    | 0     | -      | 2         | -         | -         | 4                 | -                 | -                 | 33        | 0         | 0+        | 0               |
| Total F. C. Barcelona | Total F. C. Barcelona      | Total F. C. Barcelona      | 85    | 6     | 0+     | 12        | 0         | 0+        | 11                | 0                 | 0                 | 108       | 6         | 0+        | 0.06            |
| Montpellier H. S. C. | 2015-16                    | 1.ª                        | 22    | -     | 1      | 6         | 1         | -         | -                 | -                 | -                 | 28        | 1         | 1         | 0.04            |
| Montpellier H. S. C. | 2016-17                    | 1.ª                        | 17    | 1     | 1      | 4         | 1         | -         | -                 | -                 | -                 | 21        | 2         | 1         | 0.10            |
| Montpellier H. S. C. | 2017-18                    | 1.ª                        | 18    | 5     | 5      | 3         | -         | -         | 6                 | 1                 | -                 | 27        | 6         | 5         | 0.22            |
| Montpellier H. S. C. | 2018-19                    | 1.ª                        | 17    | 1     | 2      | 1         | -         | -         | -                 | -                 | -                 | 18        | 1         | 2         | 0.06            |
| Total Montpellier H. S. C. | Total Montpellier H. S. C. | Total Montpellier H. S. C. | 74    | 7     | 9      | 14        | 2         | 0         | 6                 | 1                 | 0                 | 94        | 10        | 9         | 0.11            |
| Atlético de Madrid | 2019-20                    | 1.ª                        | 20    | -     | 2      | 2         | -         | -         | 4                 | 1                 | -                 | 26        | 1         | 2         | 0.04            |
| Atlético de Madrid | 2020-21                    | 1.ª                        | -     | -     | -      | -         | -         | -         | -                 | -                 | -                 | -         | -         | -         | -               |
| Atlético de Madrid | 2021-22                    | 1.ª                        | 5     | 0     | 0      | 1         | 0         | 0         | -                 | -                 | -                 | 6         | 0         | 0         | 0               |
| Atlético de Madrid | 2022-23                    | 1.ª                        | 7     | 0     | 0      | 0         | 0         | 0         | –                 | –                 | –                 | 7         | 0         | 0         | 0               |
| Total Atlético de Madrid | Total Atlético de Madrid   | Total Atlético de Madrid   | 32    | 0     | 0      | 3         | 0         | 0         | 4                 | 1                 | 0                 | 39        | 1         | 2         | 0.03            |
| Villareal C. F. | 2023                       | 1.ª                        | 8     | 0     | 0      | -         | -         | -         | -                 | -                 | -                 | 8         | 0         | 0         | 0               |
| Total Villareal C. F. | Total Villareal C. F.      | Total Villareal C. F.      | 8     | 0     | 0      | 0         | 0         | 0         | 0                 | 0                 | 0                 | 8         | 0         | 0         | 0               |
| Baleares F. C. | 2024                       | 2.ª RFEF                   | 0     | 0     | 0      | –         | –         | –         | –                 | –                 | –                 | 0         | 0         | 0         | 0               |
| Total Balears F. C. | Total Balears F. C.        | Total Balears F. C.        | 0     | 0     | 0      | 0         | 0         | 0         | 0                 | 0                 | 0                 | 0         | 0         | 0         | 0               |
| Total carrera | Total carrera              | Total carrera              | 265+  | 33+   | 11+    | 31        | 3         | 0+        | 21                | 2                 | 0                 | 317+      | 38+       | 11+       | 0.12            |
| (1) Incluye datos de Copa de la Reina (2009-Act.), Supercopa (2019-Act.) / Coupe de France (2015-19). (2) Incluye datos de Liga de Campeones (2012-Act.) (3) No incluye goles en partidos amistosos. |                            |                            |       |       |        |           |           |           |                   |                   |                   |           |           |           |                 |

### Selección
Actualizado al último partido jugado el 11 de marzo de 2020.
| Selecciones                                                                                                | Año           | Europeo(4) | Europeo(4) | Europeo(4) | Mundial (4) | Mundial (4) | Mundial (4) | Amistosos | Amistosos | Amistosos | Total | Total | Total  | Media goleadora |
| Selecciones                                                                                                | Año           | Part.      | Goles      | Asist.     | Part.       | Goles       | Asist.      | Part.     | Goles     | Asist.    | Part. | Goles | Asist. | Media goleadora |
| --- | ------------- | ---------- | ---------- | ---------- | ----------- | ----------- | ----------- | --------- | --------- | --------- | ----- | ----- | ------ | --------------- |
| Sub-19 · España                                                                                            | 2011          | 3          | 0          | 3          | -           | -           | -           |           |           |           | 3     | 0     | 3      | 0,00            |
| Sub-19 · España                                                                                            | 2012          | 9          | 2          | 0          | -           | -           | -           |           |           |           | 9     | 2     | 0      | 0,22            |
| Sub-19 · España                                                                                            | 2013          | 3          | 0          | 0          | -           | -           | -           | 2         | 3         |           | 5     | 3     | 0      | 0,60            |
| Sub-19 · España                                                                                            | Total         | 15         | 2          | 3          | -           | -           | -           | 2         | 3         |           | 17    | 5     | 3+     | 0,29            |
| Absoluta · España                                                                                          | 2013          | 0          | 0          | 0          | 4           | 0           | 0           | 1         | 0         | 0         | 5     | 0     | 0      | 0,00            |
| Absoluta · España                                                                                          | 2014          | -          | -          | -          | 5           | 0           | 0           | 1         | 0         | 0         | 6     | 0     | 0      | 0,00            |
| Absoluta · España                                                                                          | 2015          | 3          | 1          | 0          | 2           | 0           | 0           | 5         | 0         | 0         | 10    | 1     | 0      | 0,10            |
| Absoluta · España                                                                                          | 2016          | 4          | 2          | 0          | -           | -           | -           | 4         | 1         | 0         | 8     | 3     | 0      | 0,38            |
| Absoluta · España                                                                                          | 2017          | 2          | 0          | 0          | 3           | 1           | 0           | 6         | 0         | 0         | 11    | 1     | 0      | 0,09            |
| Absoluta · España                                                                                          | 2018          | -          | -          | -          | 5           | 0           | 0           | 5         | 0         | 0         | 10    | 0     | 0      | 0,00            |
| Absoluta · España                                                                                          | 2019          | 2          | 1          | 0          | 4           | 0           | 1           | 8         | 2         | 0         | 15    | 2     | 1      | 0,14            |
| Absoluta · España                                                                                          | 2020          | -          | -          | -          | -           | -           | -           | 3         | 0         | 0         | 3     | 0     | 0      | 0               |
| Absoluta · España                                                                                          | Total         | 11         | 4          | 0          | 23          | 1           | 1           | 33        | 2         | 0         | 68    | 7     | 1      | 0,10            |
| Total carrera                                                                                              | Total carrera | 26         | 6          | 3          | 23          | 1           | 1           | 35        | 5         | 0         | 85    | 12    | 4      | 0,14            |
| (4) Se incluyen partidos en fases clasificatorias, no incluye Torneo de Exentos ni Torneo Desarrollo UEFA. |               |            |            |            |             |             |             |           |           |           |       |       |        |                 |

#### Participaciones en Mundiales
| Competición     | Categoría          | Sede    | Resultado        | Partidos | Goles |
| --------------- | ------------------ | ------- | ---------------- | -------- | ----- |
| Mundial de 2015 | Selección absoluta | Canadá  | Fase de grupos   | 2        | 0     |
| Mundial de 2019 | Selección absoluta | Francia | Octavos de final | 4        | 0     |
| Total           | –                  | –       | –                | 6        | 0     |

#### Participaciones en Eurocopas
| Competición            | Categoría          | Sede         | Resultado        | Partidos | Goles |
| ---------------------- | ------------------ | ------------ | ---------------- | -------- | ----- |
| Europeo Sub-19 2012    | Sub-19             | Turquía      | Subcampeona      | 4        | 2     |
| Eurocopa Femenina 2013 | Selección absoluta | Suecia       | Cuartos de final | 0        | 0     |
| Eurocopa Femenina 2017 | Selección absoluta | Países Bajos | Cuartos de final | 2        | 0     |
| Total                  | –                  | –            | –                | 6        | 2     |

## Palmarés

### Campeonatos nacionales
| Título              | Club               | País   | Año     |
| ------------------- | ------------------ | ------ | ------- |
| Primera División    | F.C. Barcelona     | España | 2012-13 |
| Copa de la Reina    | F.C. Barcelona     | España | 2013    |
| Primera División    | F.C. Barcelona     | España | 2013-14 |
| Copa de la Reina    | F.C. Barcelona     | España | 2014    |
| Primera División    | F.C. Barcelona     | España | 2014-15 |
| Supercopa de España | Atlético de Madrid | España | 2021    |
| Copa de la Reina    | Atlético de Madrid | España | 2023    |

### Campeonatos internacionales
| Título          | Equipo              | Sede     | Año  |
| --------------- | ------------------- | -------- | ---- |
| Copa de Algarve | Selección de España | Portugal | 2017 |
| Copa de Chipre  | Selección de España | Chipre   | 2018 |

### Distinciones individuales
| Distinción                          | Año  |
| ----------------------------------- | ---- |
| Once de Oro de Fútbol Draft         | 2013 |
| Bota de Oro de la FFIB              | 2014 |
| Once de Oro de Fútbol Draft         | 2014 |
| Once de Oro de Fútbol Draft         | 2015 |
| Premio Selección (Marca)            | 2020 |
| The Guardian Footballer of the Year | 2022 |

## Vida personal
El 21 de mayo de 2020, Torrecilla anunció que el anterior día 14 había sido diagnosticada con un tumor cerebral. El 18 de mayo, fue operada con éxito. El 23 de enero de 2022, Torrecilla volvió a los terrenos de juego en el partido que enfrentó al FC Barcelona y Atlético de Madrid en la final de la Supercopa de España. Torrecilla comenzó el partido como suplente, entrando en el minuto 85 con una ovación por parte de la grada. Torrecilla poco pudo hacer para evitar la derrota del Atlético por siete goles a cero. Tras el partido, fue manteada por sus antiguas compañeras del FC Barcelona. El año 2023 publicó un libro sobre su experiencia.
Torrecilla es abiertamente lesbiana.

### Publicaciones
- Nadie se arrepiente de ser valiente (2023)